# GB Glace
GB Glace ist der größte Speiseeisproduzent in Schweden. Das Unternehmen wurde 1942 gegründet und gehört seit 1996 vollständig zum Unilever-Konzern. Neben Eigenmarken gehören zum Angebot von GB Glace auch viele Marken, die von anderen Unilever-Unternehmen bekannt sind. In Deutschland gehört Langnese zu Unilever.

## Geschichte
GB Glace entstand, als Mjölkcentralen, aus der später Arla Foods hervorging, und Choklad-Thule, Stockholms erster Eiskremhersteller, Alaska Glace erwarben und ein neues Unternehmen namens Glace Bolaget gründeten.
1962 wurden die Unternehmen Gille-Glass und Trollhätteglass von Unilever aufgekauft. Glace Bolaget kaufte daraufhin sechs schwedische Eiskremhersteller auf, 1966 entschloss man sich zur Kooperation mit zwei weiteren Unternehmen, wodurch GB nun in ganz Schweden vertreten war. 1973 fusionierte GB mit Trollhätteglass, Unilever blieb Teilhaber. 88:an war die einzige Trollhätteglass-Marke, die weiterhin produziert wurde.
1991 wurde der Name von Glace Bolaget in GB Glace geändert. Seit 1994 ist GB Glace auch in Finnland vertreten. 1996 wurde GB Glace eine hundertprozentige Tochtergesellschaft von Unilever. Bereits 1985 waren GB-Aktienanteile von Arla an Unilever verkauft worden.

## Marken
Zu den auch in Österreich und Deutschland bekannten Marken von GB Glace gehören Magnum, Cornetto, Calippo, Solero, Nogger und Viennetta. Auch die in Schweden beliebte Marke 88:an gehört immer noch zum Angebot.

## Rassismusvorwürfe
2005 wurde GB Glace vom Centrum mot rasism (Zentrum gegen Rassismus) wegen einer Werbekampagne für das neue Eis Nogger Black kritisiert. Das ursprüngliche Nogger besteht aus Vanilleeis, einem Nougatkern und einem Schokoladenüberzug. Beim Nogger Black wurde Nougat durch Toffee und Schokolade durch Lakritze ersetzt. In Skandinavien ist Lakritze sehr beliebt. Das ursprüngliche Nogger wird in Schweden bereits seit 1979 vermarktet, der Name leitet sich von der Nougatfüllung ab. Die Vorwürfe richteten sich hauptsächlich gegen einen Werbespot, in dem der Slogan „Nogger + lakrits = sant“ (etwa: Nogger + Lakritze = [es ist] wahr) mit Kreide auf Asphalt geschrieben wird. Der Vorsitzende des Zentrums, Stig Wallin, las den Slogan als „Nigger + Lakritze“ und sagte „Es ist unmöglich, das nicht als rassistische Anspielung zu sehen“. Das Zentrum rief daraufhin zum Boykott von GB Glace auf. Einige Schweden parodierten das, indem sie ein (erfundenes) Eis namens Kokoskon (Kokoskegel) entwarfen, die Ks hervorhoben und in den Kegel Augen malten, so dass er wie die Kapuze eines Ku-Klux-Klan-Kostüms aussah.
Außerdem wurde der Name 88:an kritisiert, weil 88 in der Neonazi-Szene als Code für „Heil Hitler“ gebraucht wird. Das Eis 88:an wird jedoch schon seit den 1960er-Jahren unter diesem Namen verkauft, lange vor der Verwendung von 88 durch Neonazis.